# Abdülmecit II

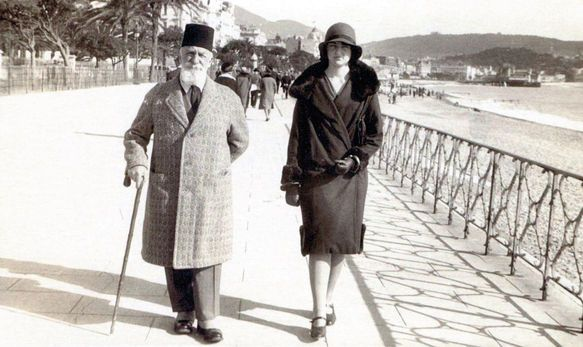
Abdülmecit en Dürrüşehvar in de Franse stad Nice

Abdülmecit II (Istanboel, 29 mei 1868 - Parijs, 23 augustus 1944) was het 37e familiehoofd van de Ottomaanse dynastie en de 'opvolger' van Sultan Mehmet VI, maar hij was slechts kalief en had dus louter een godsdienstige functie. Hij was de laatste kalief in een lijn die was begonnen bij Aboe Bakr in 632. Het Sultanaat was al afgeschaft, maar hij werd, als kroonprins, tot kalief gekozen op 19 november 1922. Hij 'regeerde' tot 3 maart 1924. Na zijn aftreden werd ook hij, net als zijn neef, gedwongen samen met zijn familie Turkije te verlaten. Hij stierf in 1944 in Parijs.
Na zijn dood stierf de Ottomaanse dynastie niet uit. Vanzelfsprekend werd de lijn van familiehoofden door gezet, ditmaal onder de titel effendi. Dit zijn de familiehoofden na 1944:
- Ahmed Nihad (1944-1954)
- Osman Fu'ad (1954-1973)
- Muhammad 'Abdu'l-Aziz (1973-1977)
- Ali Vassib (1977-1983)
- Muhammad Orkhan (1983-1994)
- Osman V (1994- 2009) - woonde sinds 1933 in de stad New York
- Bayezid III (2009 - 2017) - woonde sinds 1941 in de VS en is overleden op 6 januari 2017 in New York. Hij had geen kinderen.
- Dünbar Ali Osman 2017-2021 - achterkleinzoon van sultan Abdul Hamid II
- Harun Osman (°1932)  2021-nu  - broer van Dünbar